# Federazione pallavolistica dell'Eritrea
La Federazione eritrea di pallavolo (eng. Eritrean National Volleyball Federation, ENVF) è un'organizzazione fondata per governare la pratica della pallavolo in Eritrea.
Organizza il campionato maschile e femminile, e pone sotto la propria egida la nazionale maschile e femminile.
Ha aderito alla FIVB nel 1964.